# Georgina Brayshaw
Georgina Brayshaw (Leeds, 14 de outubro de 1993) é uma remadora britânica, campeã olímpica.

## Carreira
Natural de Leeds, Brayshaw ganhou uma medalha de ouro no skiff quádruplo no Campeonato Europeu de Remo de 2022. Isso foi seguido por duas medalhas de bronze no Campeonato Mundial de Remo de 2022 e no Campeonato Europeu de Remo de 2023. No Campeonato Mundial de Remo de 2023 em Belgrado, ela ganhou a medalha de ouro do Campeonato Mundial no skiff quádruplo.
Nos Jogos Olímpicos de Verão de 2024, em Paris, conquistou a medalha de ouro na competição de skiff quádruplo feminino, ao lado de Lauren Henry, Hannah Scott e Lola Anderson com o tempo de 6:16.31.